# يونس عيال سلمان
يونس عيال سلمان (9 مايو 1993- )، لاعب المنتخب الأردني للجودو، بدأ بممارسة رياضة الجودو في عام 2005، بنادي بصيرا الرياضي، وإنضم إلى صفوف المنتخب الأردني للمرة الأولى في عام 2010، وتأهل في عام 2021 إلى دورة الألعاب الأولمبية (طوكيو 2020).

## التأهل إلى أولمبياد طوكيو
أعلن الاتحاد الدولي للجودو، يوم 22 يونيو 2021، عن تأهل لاعب المنتخب الأردني للجودو، يونس عيال سلمان، إلى دورة الألعاب الأولمبية. وحصل «عيال سلمان» على المقعد التأهيلي المُخصص للقارة الآسيوية لمنافسات وزن تحت 73 كغم. وتعتبر هذه هي المرة الثانية على التوالي التي يتأهل فيها لاعب جودو أردني إلى الألعاب الأولمبية بعد مشاركة إبراهيم خلف في أولمبياد ريو 2016.

## أبرز الإنجازات
حقق يونس عيال سلمان فضيتين وبرونزيتين في البطولات العربية على مستوى الأندية وبروزيتين كذلك في البطولات العربية على مستوى المنتخبات وصُنف في المركز السابع على مستوى القارة الآسيوية.

## روابط خارجية
- يونس عيال سلمان على موقع أوليمبيديا (الإنجليزية)